# Vincenzo Madonia (politico)
Vincenzo Madonia (Mistretta, 27 giugno 1925 – Roma, 18 ottobre 2002) è stato un politico e avvocato italiano.